# 484
سنة 484 م (بالأرقام الرومانية: CDLXXXIV) كانت سنة كبيسة تبدأ يوم الأحد (الرابط يظهر نموذج الجدول الزمني الكامل للسنة) من التقويم اليولياني. بدأت تسمية السنة ب484 منذ العصور الوسطى المبكرة، عندما أصبح تقويم أنو دوميني هو الأسلوب السائد في أوروبا لتسمية السنوات.

## مواليد
- بريندان

## وفيات
- الإمبراطور سينيه
- بيروز الأول
- فيرينا
- هنريق